# Andrew Willis
Andrew Willis (Frimley, 3 de diciembre de 1990) es un deportista británico que compitió en natación, especialista en el estilo braza.
Ganó una medalla de plata en el Campeonato Mundial de Natación en Piscina Corta de 2016 y una medalla de bronce en el Campeonato Europeo de Natación en Piscina Corta de 2015. Participó en dos Juegos Olímpicos de Verano, ocupando el octavo lugar en Londres 2012 y el cuarto en Río de Janeiro 2016, en la prueba de 200 m braza.

## Palmarés internacional
| Campeonato Mundial en Piscina Corta | Campeonato Mundial en Piscina Corta | Campeonato Mundial en Piscina Corta | Campeonato Mundial en Piscina Corta |
| Año                                 | Lugar                               | Medalla                             | Prueba                              |
| ----------------------------------- | ----------------------------------- | ----------------------------------- | ----------------------------------- |
| 2016                                | Windsor (Canadá)                    | Medalla de plata                    | 200 m braza                         |
| Campeonato Europeo en Piscina Corta |                                     |                                     |                                     |
| Año                                 | Lugar                               | Medalla                             | Prueba                              |
| 2015                                | Netanya (Israel)                    | Medalla de bronce                   | 200 m braza                         |